# 理論評估辦公室
理論評估辦公室、或譯為淨評估辦公室、網路評估辦公室（英語：Office of Net Assessment）是美國總統理查·尼克森在1973年創建於美國國防部的內部智庫，智庫目的是規劃未來20到30年後的軍事願景，有時會與外部合約廠商合作將研究結果產出相關報告。理論評估辦公室的主任權責是美國國防部長與副國防部長的助理與顧問幕僚。
該辦公室於2025年3月被國防部長皮特·赫格塞斯宣布關閉。

## 任務
根據國防部5111.11號命令，理論辦公室主任必須發展與協調美國軍隊的現況、趨勢與未來願景，此外也要辨識出美國與其他國家或團體相比較下的的威脅或機會。保羅·布拉肯進一步詮釋，理論評估辦公室的重要性在於協助美國國防部長官與民意代表進行溝通。

## 工作人員
安德魯·馬歇爾是理論評估辦公室第一任主任，並歷經多任總統任期，直到2014年10月安德魯·馬歇爾宣布將在2015年1月退休，但實際退休日期為2015年5月退休，接任的是吉姆·貝克（英語：Jim Baker，James H. Baker）主任。
- 大衛·約斯特（英语：David S. Yost）
- 約翰·米蘭（英语：John Milam），戰略分析師
- 唐納·亨利（英语：Donald Henry），理論評估辦公室主任的特別助理
- 史蒂芬·麥克·梅耶（英语：Stephen Michael Meyer）
- 安德魯·梅（英语：Andrew D. May）
- 安德魯·克里皮尼奇二世（英语：Andrew F. Krepinevich, Jr.）是策略與預算中心（英语：Center for Strategic and Budgetary Assessments）前主任
- 凱西·比克爾（英语：Keith Bickel），房地美企業策略主任
- 提姆·葛雷祝思齊（英语：Tim Graczewski），Intuit軟體公司的策略聯盟與企業發展主任
- 賴利·席庫伊斯特（英语：Larry Seaquist）在2007到2015年間擔任眾議員

## 外部連結
- Office of the Secretary of Defense, OSD （页面存档备份，存于） （英文）